# Угорці в Сербії
Угорці в Сербії — одна з найбільших етнічних меншин республіки Сербія.

## Чисельність
Загальна чисельність — 293 299 осіб, або 3,9 % населення країни (за даними перепису 2002 року, див. Угорці). Є 5-ю за величиною угорською громадою за межами Угорщини: за чисельності їх випереджають угорці в США, Румунії, Словаччині та Канаді. Враховуючи, що угорці в США і Канаді розселені дисперсно і багато в чому асимільовані, сербські угорці фактично є третьою за величиною і значенням угорською іредентою в світі, хоча їх кількість і частка неухильно падають.

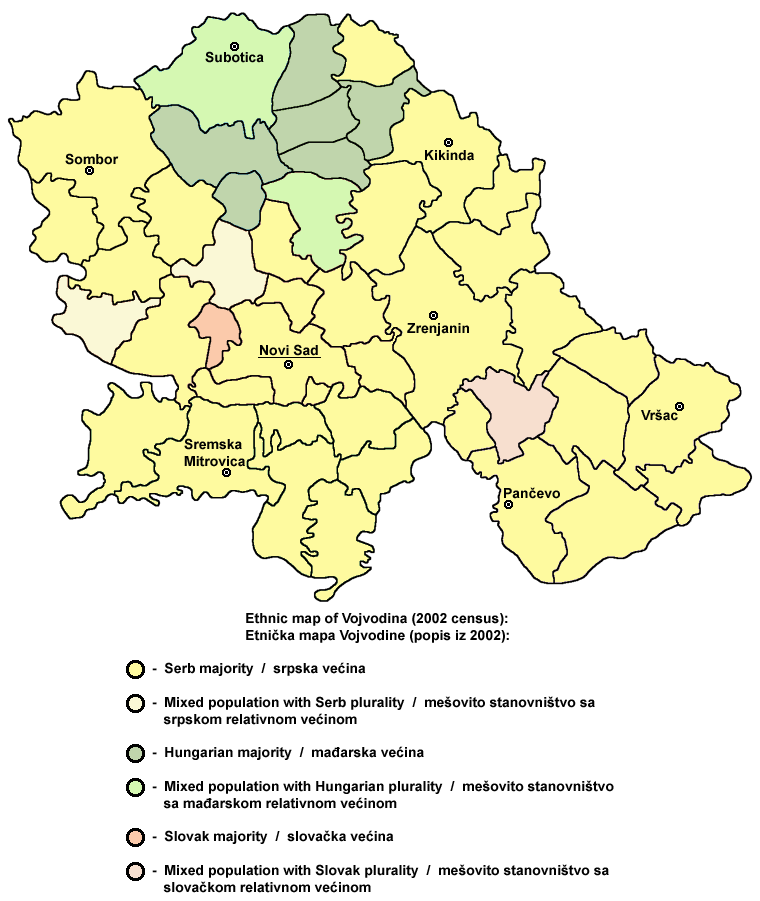
Розселення угорців у сербському краї Воєводина

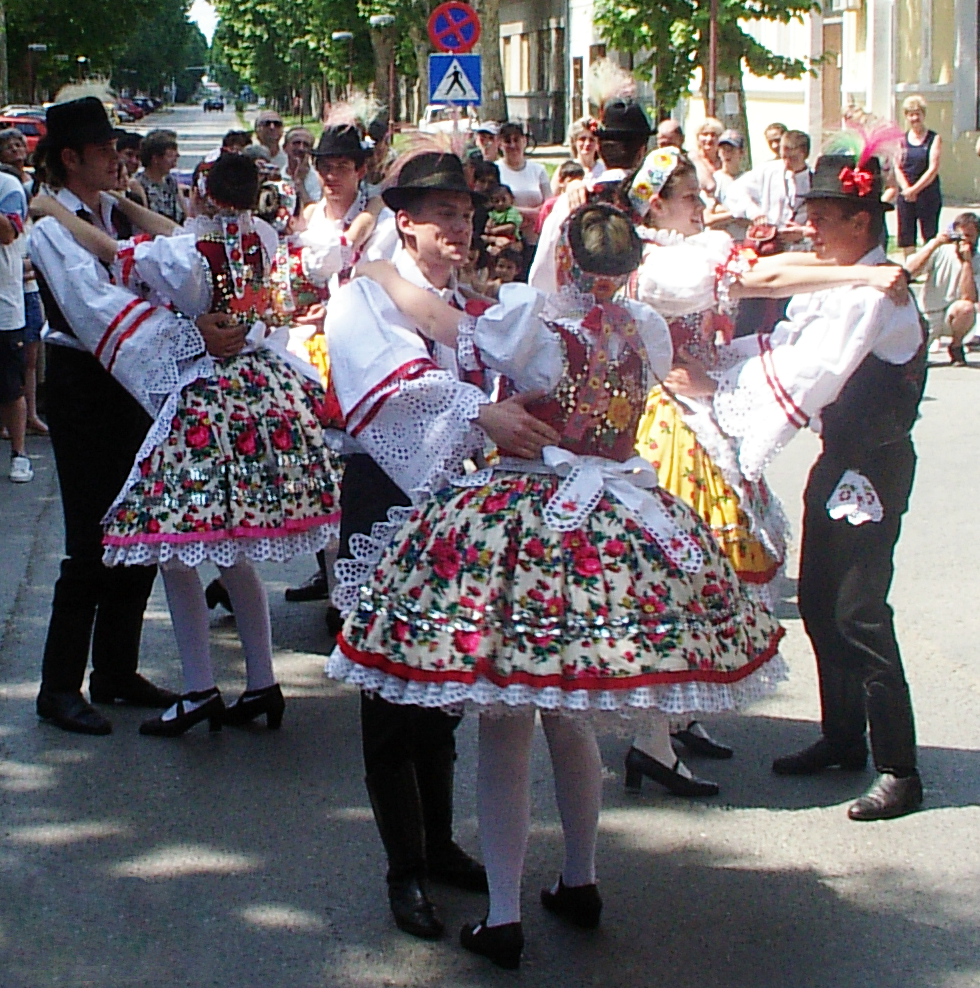
Воеводинські угорці в національних костюмах

Угорці сучасної Сербії проживають компактно в північній автономній області Воєводина, на території, що безпосередньо примикає до Угорщини, тому їх правильно розглядати як угорську іреденту, а не діаспору. До 1920 року угорці, за підтримки німецької меншини, займали верхні щаблі в етнічній ієрархії Воєводини, якою довгий час керувала Австро-Угорщина. Інституційна мадяризація Воєводини призводила до того, що частка і чисельність угорців у краї швидко зростала як за рахунок імміграції угорців з інших областей країни, так і за рахунок асиміляції місцевих сербів і німців. За переписом 1910 року серби становили лише 33,8 % населення Воєводини, угорці — 28,2 % і німці — 21,4 %. Після 1920 року (Тріанонський мирний договір) угорці активно емігрували з країни, їх народжуваність впала, а асиміляція інших народів припинилася. Проте, відразу після Другої світової війни чисельність угорців в Сербії була дуже значна. За переписом 1948 року в Сербії проживали 433,7 тис. угорців (з яких у Воєводині — 428,9 тис.).
За період між 1991 і 2011 роками чисельність угорців у Сербії скоротилася з 340,8 тис. до 253,899 чоловік, тобто на близько 87 тис. осіб (або на 27 %). Їх частка в населенні Воєводини знизилася за ці роки з 16,9 % до 13,0 %.
Угорці в Сербії відчувають на собі сильний вплив сербської культури і мови. Їх неофіційною столицею вважається місто Суботиця, де вони становлять 38 % населення.

### Національна рада Угорської меншини
У жовтні 2014 відбулися вибори в національну раду угорської меншини.

## Відомі представники
- Золтан Дані[ru] — полковник югославських військ ППО. Командував зенітною батареєю, яка збила під час бомбардування Югославії силами НАТО (1999 рік) літак F-117.
- Альберт Надь — югославський футболіст і спортивний функціонер.